# Said Afandi al-Tschirkawi
Scheich Said Afandi al-Tschirkawi (awar. ЧӀикӀаса СагӀид афанди; russ. Саид афанди Чиркейский Said Afandi Tschirkejski; geb. 1937 in Tschirkei (russ. Чиркей), Rajon Buinaksk, Dagestanische ASSR, RSFSR, UdSSR; gest. 2012 ebenda, Dagestan, RF), auch in der Schreibung Said Afandi al-Chirkawi, war eine der angesehensten Persönlichkeiten der Muslime Dagestans. Er war ein bedeutender Sufi-Gelehrter und Murschid (spiritueller Meister oder "Murshid Kamil") der Naqschbandīya- und Schādhilīya-Tariqas in Dagestan, Russland. Er war ein Rechtsgelehrter der schafiitischen Rechtsschule (madhhab). Er starb durch eine Bombe einer Selbstmordattentäterin in der Ortschaft Tschirkei im Westen der russischen Teilrepublik. Bei dem Terrorakt in Tschirkei kamen mehrere weitere Personen ums Leben. Er war Vertreter einer moderaten Richtung des Islams und hatte sich vor dem Hintergrund zunehmender radikaler Strömungen für eine Zusammenarbeit mit den russischen Behörden eingesetzt. Scheich Said Azajew betrieb im Dorf Tschirkei das Islamische Institut Nurul Irschad. Der Rektor des Instituts für Theologie und Internationale Beziehungen in Machatschkala Maksud Sadikow (1963–2011), der sich entschieden gegen den Wahhabismus ausgesprochen hatte, war einer seiner Anhänger und wurde kurz vor ihm ermordet.